# Bitva u Thermopyl
Bitva u Thermopyl byla ozbrojeným střetnutím mezi spojenými jednotkami některých řeckých městských států a vojsky perského krále králů Xerxa I. Proběhla v srpnu nebo září 480 př. n. l. a Řekové v ní podlehli perské přesile. Dala vzniknout mýtu o odvaze 300 Sparťanů. Samotní Sparťané byli jen částí z celkového počtu Řeků, kteří se u Thermopyl postavili Peršanům.

## Historické pozadí

Politická mapa Řecka v době řecko-perských válek: Perská říše (oranžově), protivníci Peršanů (modře), neutrální státy (šedivě), vazalové Peršanů (žlutě)

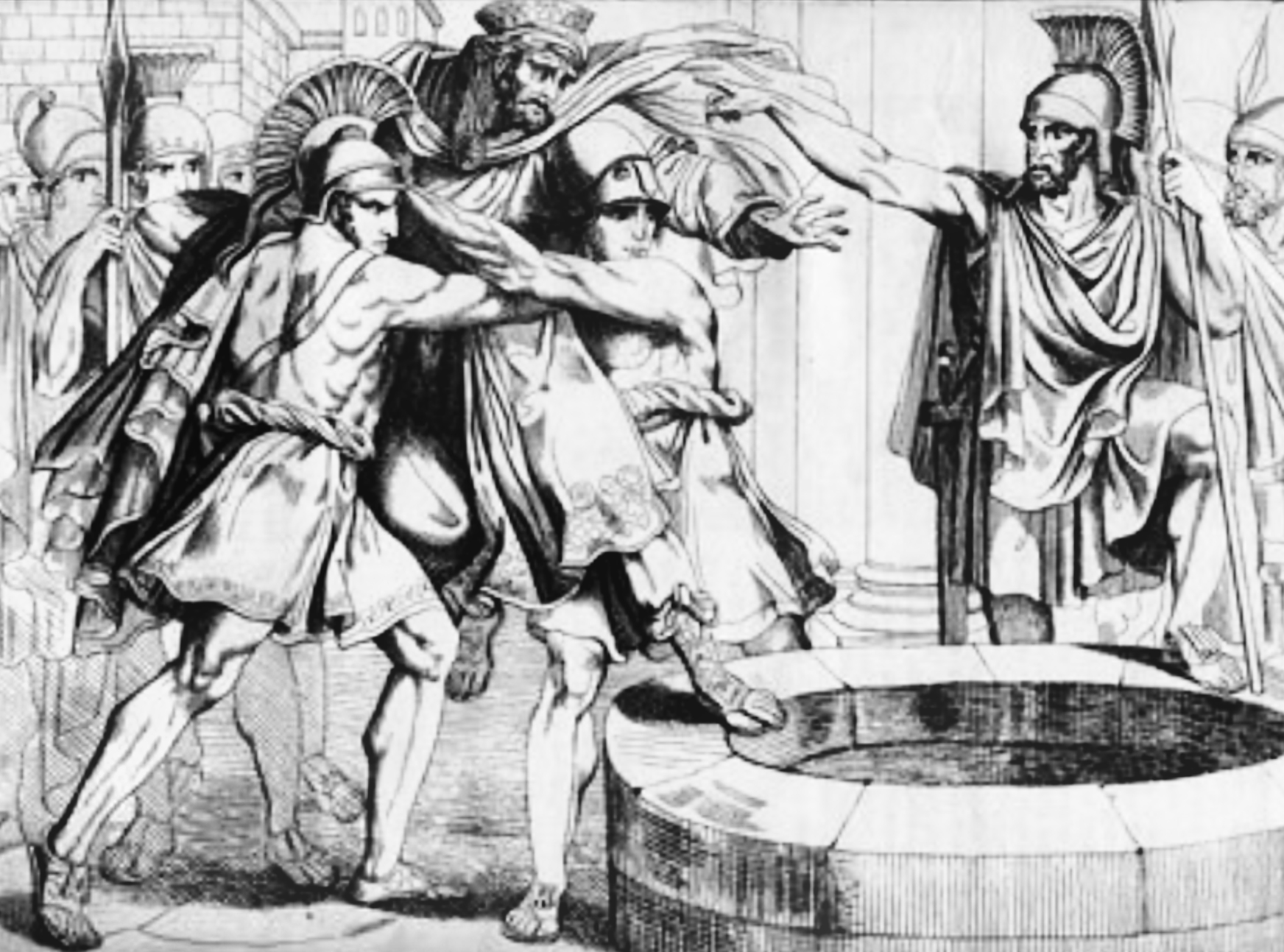
Sparťané vhazují perské posly do studny

Většina informací je známa z vyprávění řeckého historika Hérodota (snad 484 př. n. l. – 430 př. n. l. až 420 př. n. l.), který sepsal knihu Dějiny, která mimo jiné popisuje příčiny a průběh tzv. řecko-perských válek (499 př. n. l. až 449 př. n. l.). Jedná se o naprosto klíčový pramen pro bitvu samotnou, protože ostatní historici z Hérodota později vycházeli a psali v mnohem pozdější době než on sám. Na druhou stranu Hérodotos byl Řek, což mohlo mít vliv na jeho objektivitu. Zároveň velmi často cituje očité svědky a užívá opakovaně přímou řeč ve svém dílu, čímž mu dodává na autenticitě. Nicméně jen těžko lze věřit tomu, že mnohé věci, o kterých píše, byly skutečně tímto způsobem proneseny, neboť citované pasáže jsou velmi časté a příliš dlouhé na to, aby si je mohl někdo po tolika letech pamatovat přesně. Mnohé informace, které jsou o bitvě známy, je tedy nutno brát s nadhledem.

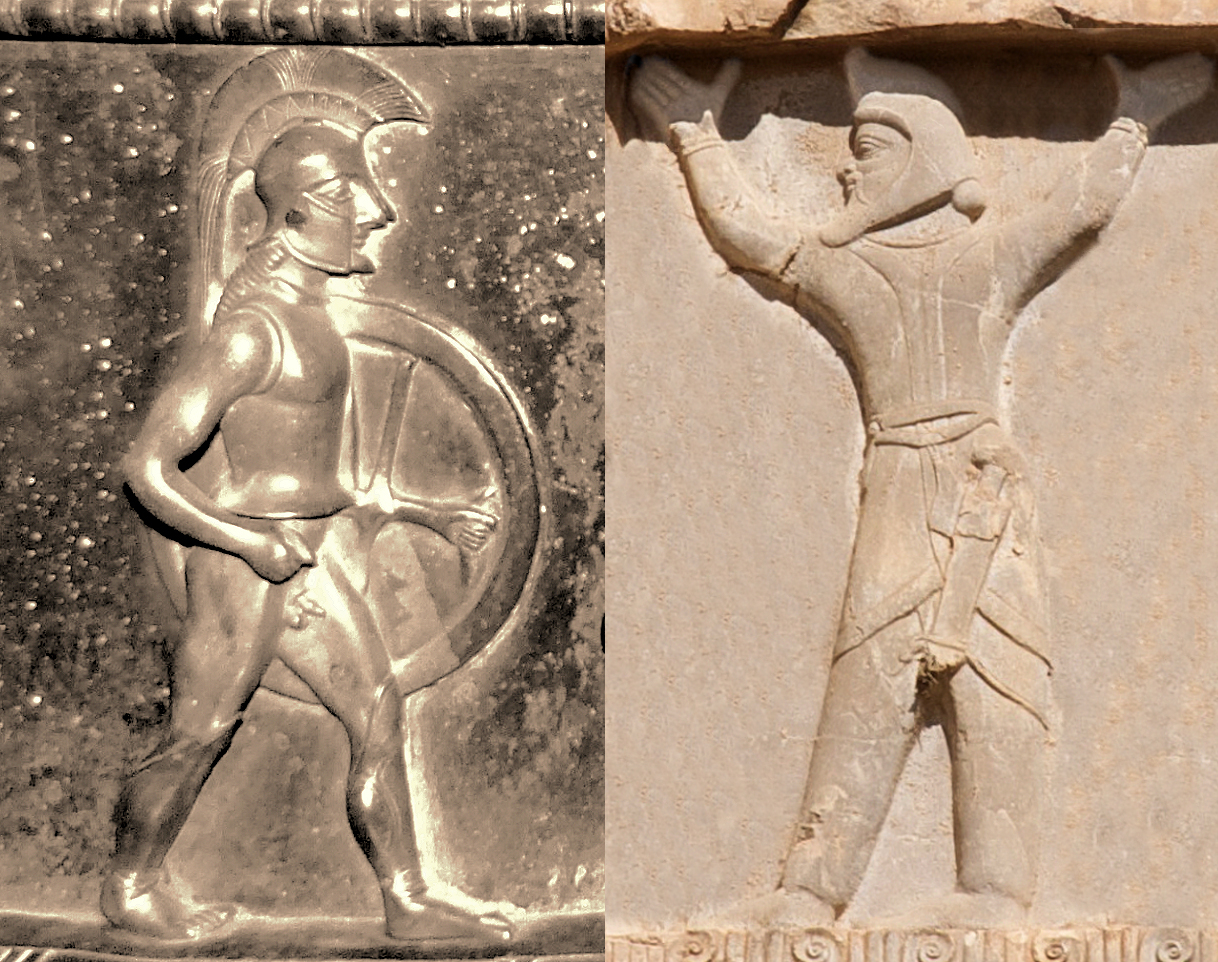
Srovnání spartského hoplíty (vlevo) se skytským válečníkem achaimenovské armády (vpravo)

Hérodotos tvrdí, že perský král Dareios I. se toužil Řekům pomstít za prohru v bitvě u Marathónu (490 př. n. l.), která byla součástí řecko-perských válek. U příprav na nové tažení měl však zemřít a vystřídal ho jeho nástupce Xerxés I. Ten na jaře roku 480 př. n. l. zahájil jednu z nejrozsáhlejších vojenských operací starověku, jejímž cílem bylo potrestat Athéňany a Sparťany za jejich vzdor vůči moci perské říše. U Hellespontu měl král vykonat přehlídku spojenou s počítáním oddílů. Hérodotos například tvrdí, že ani celý proud řeky vojákům na jejich potřeby nestačil a také, že pro tehdejší současníky bylo jen velmi obtížné spočítat, kolik oddílů Peršané vůbec měli. Také udává, že spousta řeckých měst se mu automaticky cestou poddala, když uviděla perskou převahu. Dle Hérodota byl nakonec počátek řeckého odporu inspirován Athénami, které se rozhodly Persii postavit a ostatně se již na válku nějakou dobu připravovaly. Hérodotos se zmiňuje, že celá perská armáda včetně posádek lodí, vozatajů a jízdy čítala až 5 283 200 lidí, z čehož bylo 2 641 610 vojáků. Tento počet je zcela jistě přehnaný, takže nastupují domněnky a odhady, pohybující se zpravidla mezi 100 až maximálně 300 tisíci vojáky perského velkokrále. Nicméně o převaze perského vojska dnes historici nepochybují. Řekové mohli disponovat asi 7 000 muži.
Na straně bránících se Řeků měly existovat značné názorové rozdíly na to, kde se Xerxovým ozbrojencům, postupujícím podél pobřeží ze severu, postavit se zbraní v ruce. Zatímco Sparťané a někteří jejich spojenci údajně chtěli ustoupit až na Peloponés a zbytek země nechat napospas útočníkům, obyvatelé středního Řecka, především pak Athéňané, byli jiného mínění. Nakonec se ukázalo, že křehký spojenecký blok proti Peršanům lze udržet jen za předpokladu, že první obranná linie bude umístěna už v Thermopylské soutěsce, asi 120 kilometrů severozápadně od Athén při jižním břehu Malijského zálivu. Flotila 271 triér pod velením Sparťana Eurybiada se měla současně přesunout k mysu Artemísion a zde se pokusit zadržet nepřátelské loďstvo. Rozhodnutí spojenců o tom, že velitelem flotily bude spartský voják, vypadá vzhledem k athénské námořní dominanci překvapivě, protože Sparťané nebyli námořníky. Jmenovat velitelem Athéňana Themistokla se však nepodařilo prosadit.

## Bitva

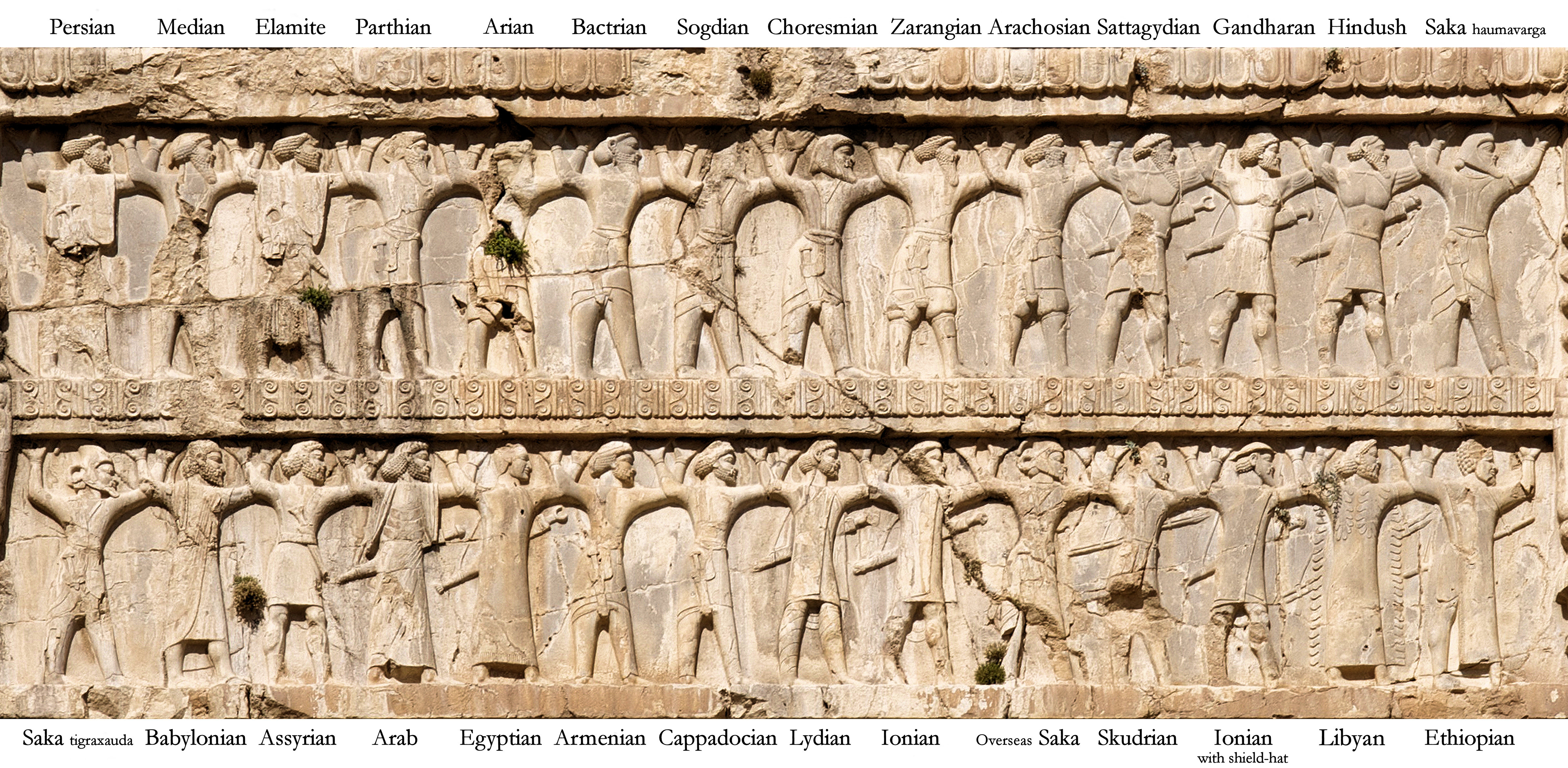
Xerxova armáda v době bitvy u Thermopyl se skládala z mnoha národů

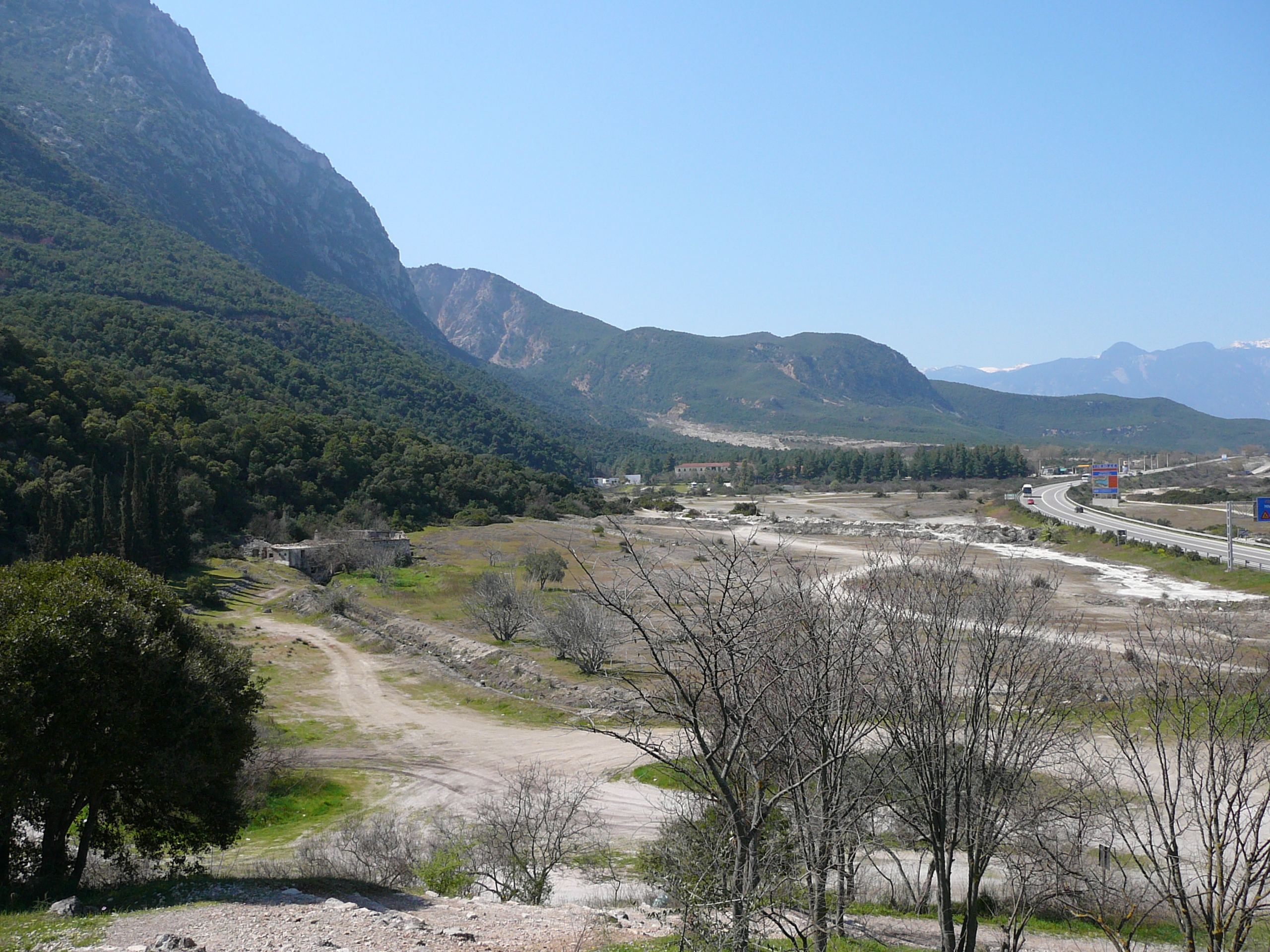
Pohled na Thermopyly dnes

Pozemní vojsko Řeků v čele se spartským králem Leónidem I. čítalo asi 7 000 bojovníků, z toho bylo asi 300 Sparťanů (300 hoplítů), 900 lakónských heilótů (případně mohlo jít o Perioiky) a 700 Thespijských. Zbytek tvořili zejména Peloponésané – Tegejci, Korinťané, Mykéňané, Orchomenejci, Fliunťané, Mantinejci, Opunští Lokriďané a zbytek Arkáďanů – ale i síly jiných městských států, například Fókové anebo malý kontingent Thébanů, a to i přesto, že Théby bojovaly v bitvě u Platají na perské straně. Sparťané nevyslali více vojáků, protože dle Hérodota zrovna probíhaly slavnosti a olympijské hry, což jim neumožňovalo se příliš aktivně podílet, neboť se jednalo tradičně o období, kdy měl být klid zbraní. Sparťané však museli nějaké vojsko poslat, aby nevypadali zbaběle a mohli, dle Hérodota, inspirovat ostatní. Značná část řeckého vojska byla pro změnu koncentrována na moři. Jednalo se tedy o souhru mezi pozemním vojskem u Thermopyl a námořní silou, která v té době kotvila u mysu Artemísion. Porážka u Thermopyl tedy nemusela nutně (a nakonec ani neznamenala) ztrátu řeckých nadějí.

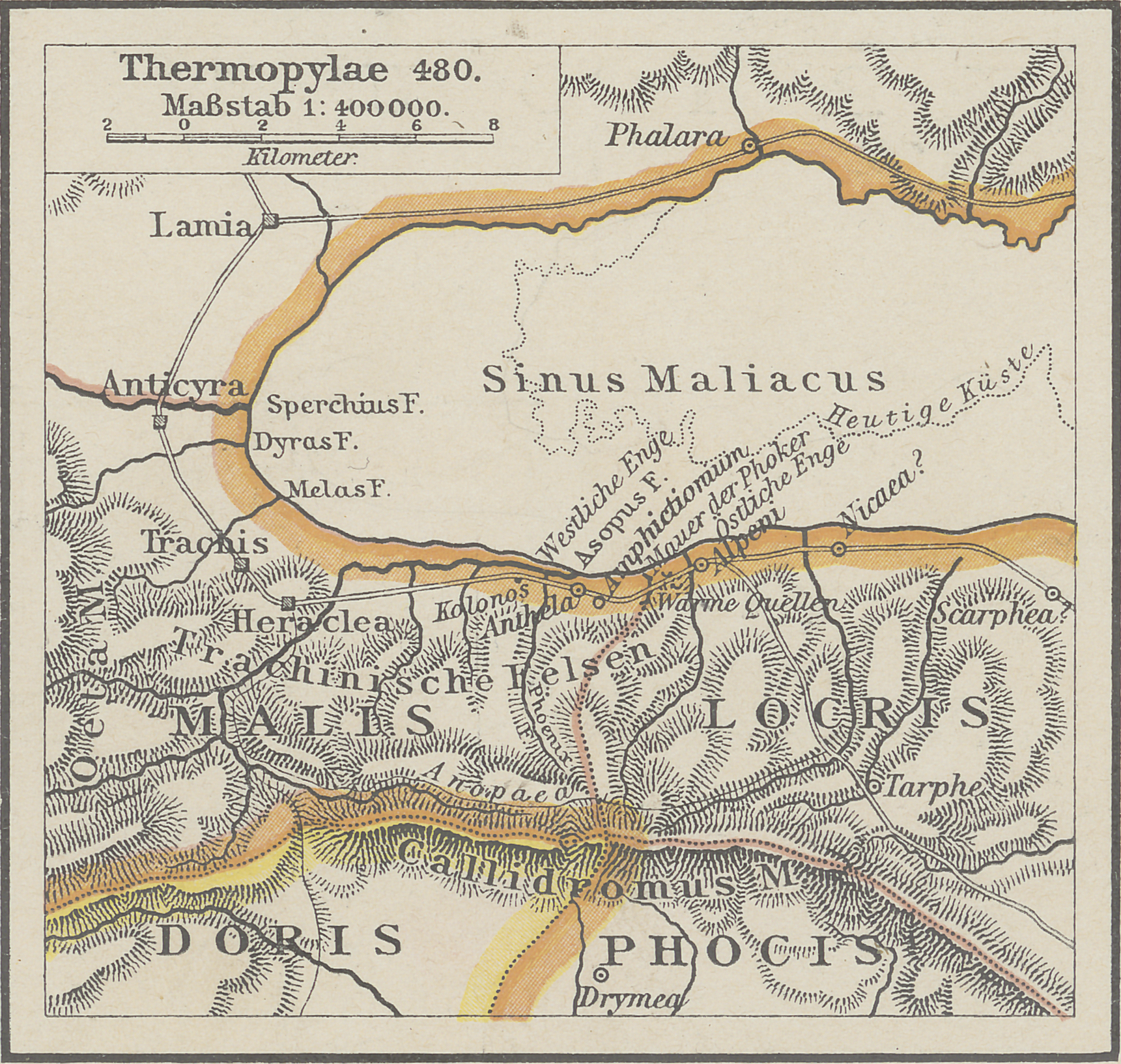
Thermopyly – situační plán

Plán průběhu bitvy

Co se týká zvoleného místa bitvy, Thermopylské soutěsky, jen těžko si lze představit vhodnější místo k obraně, alespoň pokud by se přijala tvrzení antických historiků za pravdivá. Průsmyk měl být dle vyprávění Hérodota tak úzký, že na obou koncích, jimž se říkalo Východní a Západní brána, byla cesta široká jen na průjezd jednoho vozu. Samo místo navíc působilo podmanivě – název Thermopyly je odvozen podle horkých pramenů, z nichž stále stoupá pára a doslova znamená „Horké brány“. Místo snad mohlo být vybráno i proto, že je úzce spojeno s životem a smrtí legendárního Hérakla, za jehož přímé potomky se považovali spartští králové. Leónidas se se svými třemi sty těžkooděnci a pomocným oddílem heilótů, spartských otroků, utábořil na jednom návrší v nejužším bodě soutěsky s názvem Kolónos. Na druhou stranu moderní výzkum ukazuje, že místo asi nebylo tak úzké, jak se dříve myslelo. Ve skutečnosti mohlo mít na šířku až kolem sta metrů, což by značně ztěžovalo pozice Leónidovu vojsku.

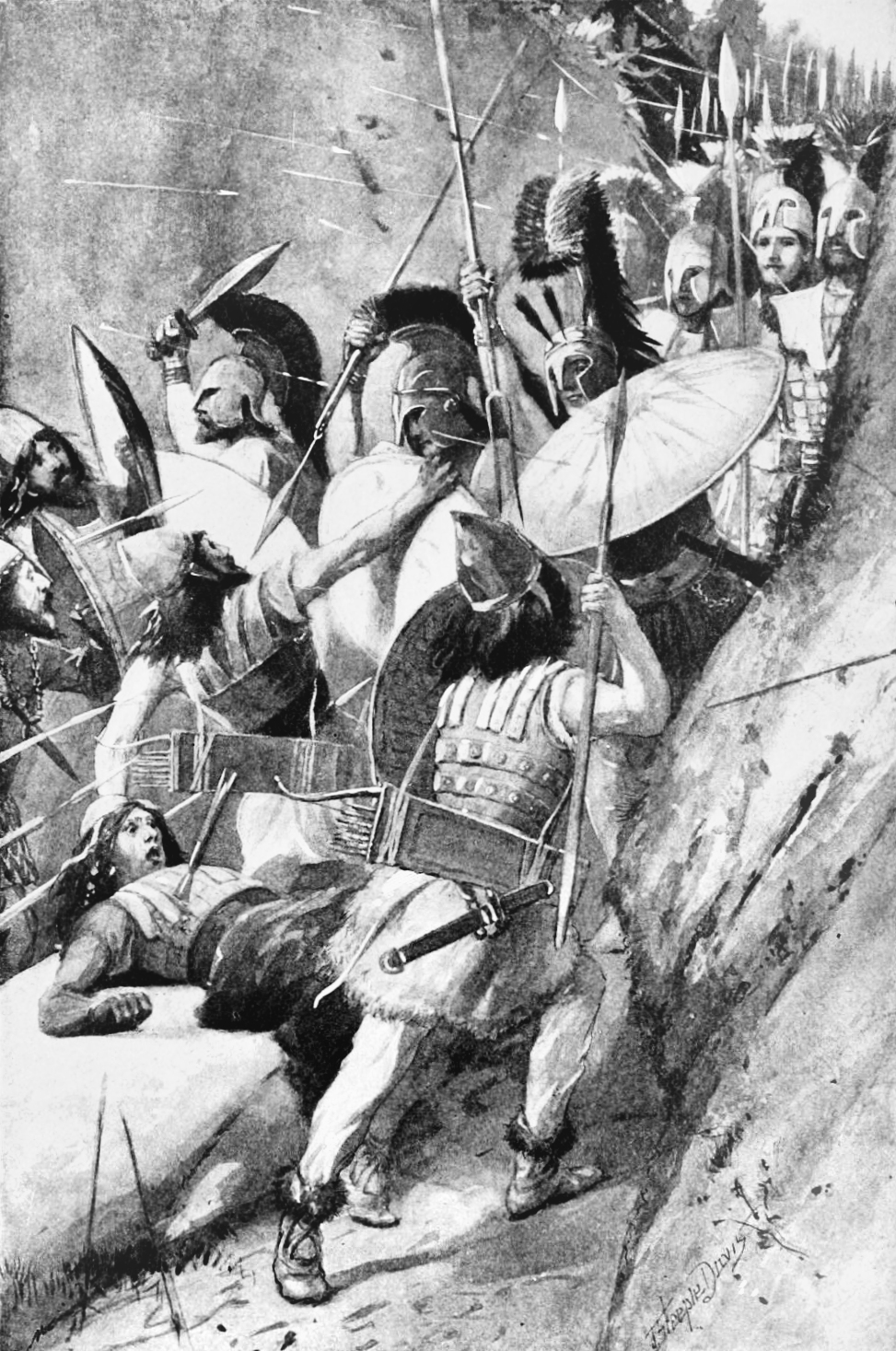
Ilustrace z 19. století

Xerxova armáda přitáhla k Thermopylám bez boje, jelikož jedno řecké město po druhém vzdávalo velkokráli hold a hostilo jeho dvořany. Xerxés údajně nejdříve čtyři dny vyčkával v blízké Trachíně, zatímco, jak vypravuje Hérodotos, jeho mágové zaháněli zaklínadly bouři, která se strhla, v naději, že se Řekové znesváří a rozprchnou. Když se tak nestalo, dal dle Hérodota pátého dne rozkaz vybranému oddílu Médů k pochodu. Po příchodu na místo střetnutí Médům pochopitelně neuniklo, že průsmyk představuje vynikající obranný val, přesto se však nejprve pokusili o útok. Avšak, jak vypráví Hérodotos, Leónidas odrazil nejen nápor médské pěchoty, ale druhý den bitvy pozdě odpoledne i perské Nesmrtelné, elitní jednotky achaimenovských králů. Pokud lze věřit vyprávěním, pak při útoku se uplatnila taktika fingovaného ústupu: po rychlém výpadu Leónidovo vojsko ustoupilo, a když se Nesmrtelní při pronásledování rozptýlili, Sparťané se semkli v nepropustnou falangu, jejíž útok byl tak drtivý, že Xerxés nařídil stažení, aby nepřišel o nejlepší muže. I třetího dne skončila bitva vítězstvím Řeků.
Hérodotos píše, že bitvu tak nakonec rozhodla zrada jistého Efialta z Trachie, který Peršanům prozradil existenci tajné stezky přes pohoří Kallidromos nad Thermopylami. Po ní přešli Nesmrtelní v čele se svým velitelem Hydarnem, zahnali na útěk oddíl Fóků určených k její obraně, a poté stanuli u opačného konce průsmyku. Leónidas v poslední chvíli zachránil větší část své armády tím, že ji odeslal pryč. Sám učinil slib, že Thermopyly neopustí, a se svou tisícovkou mužů – do konce s ním setrvali Thespijští a spojenci z maloasijské Fókaie – jej také dodržel. V soutěsce padli všichni jeho bojovníci i on sám. Prodali své životy za cenu zhruba dvaceti tisíc Peršanů, včetně údajných dvou Xerxových bratrů.
| „                   | Hellénové u vědomí, že je čeká smrt od těch, kteří je obcházejí přes hory, osvědčovali proti barbarům největší možnou sílu až k zuřivosti. Většina jich tehdy měla už zlomené kopí a zabíjela Peršany mečem. Pak ustoupili do úžin průsmyku, obešli hradbu a hustě obsadili pahorek. Na tomto místě se bránili noži, pokud je ještě měli, i holýma rukama a zuby. | “ |
| — Hérodotos, Dějiny | |   |

## Důsledky bitvy

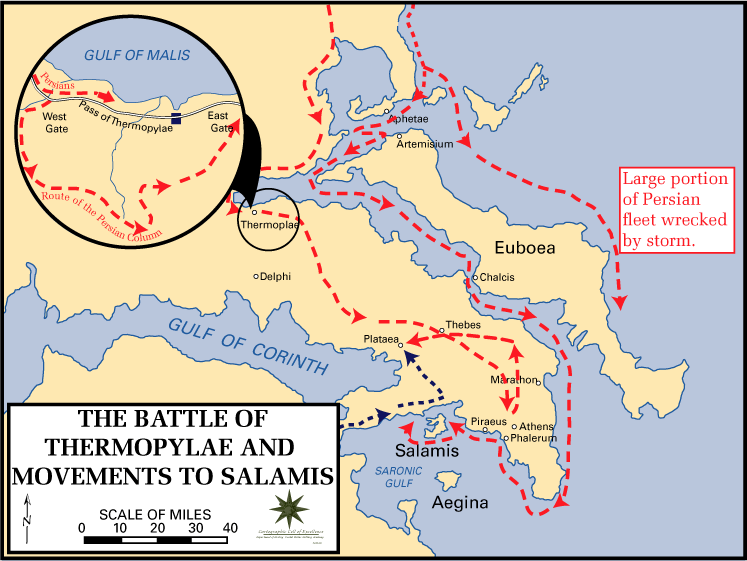
Bitva u Thermopyl v Xerxově tažení

Pro Peršany znamenalo vítězství v bitvě, že cesta směrem na Athény je volná, a oni mohou pokračovat ve svém tažení na jih. Rozhodnutí bitvy pro perskou stranu též ukončilo nerozhodnou námořní bitvu u mysu Artemísion: když již nebyl důvod blokovat perské flotě přístup k Thermopylám, řecké loďstvo se přesunulo na jih k ostrovu Salamis, kde v ten samý rok svedli Řekové vítěznou námořní bitvu u Salamíny.
Kromě těchto výše zmíněných strategických dopadů však měla bitva i další, neméně významné důsledky. Bitva nejspíše představovala obrovskou vzpruhu pro morálku Řeků, v osobě Leónida a jeho mužů jim poskytla vzor, který je dodnes celosvětově chápán jako ztělesnění odvahy a splněné povinnosti. Několikadenní odpor mnohonásobně slabšího řeckého uskupení a těžké ztráty, které Peršané v bitvě utrpěli, též mohly poskytnout Řekům podklady pro určitý pocit nadřazenosti nad jejich perskými nepřáteli. Zdržení perského vojska bitvou u Thermopyl také dalo Themistoklovi dostatek času k evakuaci obyvatel Athén. Athény byly pak sice vypáleny a poničeny Peršany, ale ti tak fakticky poničili jen prázdné město, a pak byli následně poraženi u Salamíny.

## Epitafy a vzpomínky

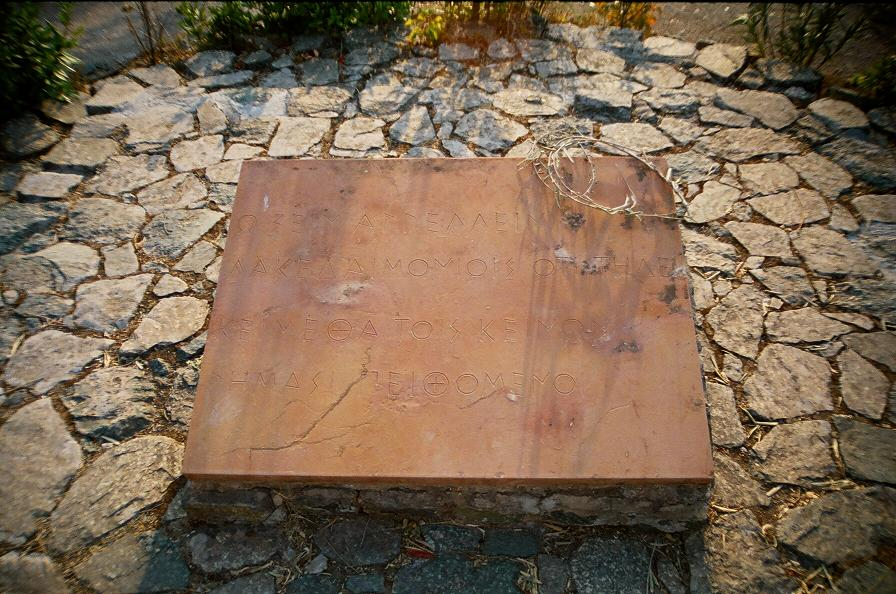
Náhrobní kámen s verši Simónida z Keu

Řecký básník Simónidés z Keu složil na počest Sparťanů padlých v bitvě světoznámý epitaf, který byl vyryt do kamene na místě, kde byli pohřbeni:
Ὦ ξεῖν’, ἀγγέλλειν Λακεδαιμονίοις ὅτι τῇδε
κείμεθα, τοῖς κείνων ῥήμασι πειθόμενοι.
Ó xein', angellein Lakedaimoniois hoti téde
keimetha tois keinón rhémasi peithomenoi.
Jdi, poutníče, a zvěstuj Lakedaimonským
že my tu mrtvi ležíme, jak zákony kázaly nám.
Tento nápis je vyryt i na novém kameni z roku 1955. John Ruskin o těchto verších prohlásil, že jde o nejvznešenější výrok, jaký kdy člověk vyslovil.
Na druhém pomníku, který byl postaven jako společný pro všechny Řeky, stál nápis:
Se třemi milióny se na tomto místě ze země Pelopovy bilo čtyřicet set.
V moderní době byl na místě vztyčen nový monument, zvaný Leónidův, na počest padlého spartského krále. Je na něm vyryta jeho odpověď Xerxovi na výzvu, aby se Řekové vzdali a odevzdali zbraně. Byla stručná: Molón labe! – Pojď si pro ně!
Historie zaznamenala ještě dva s bitvou spojené výroky. Když se spartský bojovník Diénekés dozvěděl, že perských lučištníků je tolik, že jejich šípy zakryjí i slunce, údajně odvětil: Výborně. Alespoň budeme bojovat ve stínu. Spartské ženy pak svým mužům kráčejícím se štíty do boje říkaly buď s ním, nebo na něm – tzn. vrátit se buď se štítem jako vítěz, nebo na štítu jako mrtvý. Z těch dob pochází výraz odejít se štítem, se ctí.
V dějinách se několikrát opakovalo, že menší armáda čelila velké přesile a snažila se ubránit díky lepším geografickým podmínkám. Tyto bitvy nesou přezdívku „Thermopyly“, například „Perské Thermopyly“, „Polské Thermopyly“ aj. Nejznámější příklad je tzv. bitva u Perské brány, při níž roku 330 př. n. l. Alexandr Veliký čelil zbytkům perského vojska a, ačkoli vyhrál podobně jako Peršané u Thermopyl, musel čelit těžkým ztrátám.

## Odraz v kultuře

### Beletrie
- PRESSFIELD, Steven. Ohnivá brána: románový epos o bitvě u Thermopyl. Překlad Vladimír Marek. 1. vyd. v českém jazyce. Praha: BB art, 2001. 364 s. ISBN 80-7257-363-2.
- WEBER, Radim. Leonidas – hrdina od Thermopyl. 1. vyd. České Budějovice: Nová Forma, 2021. 258 s. ISBN 978-80-7612-377-9.

### Film
- Bitva u Thermopyl (orig. The 300 Spartans), 1962[24]
- 300: Bitva u Thermopyl (orig. 300), 2007

### Hudba
- Píseň „Sparta“ od powermetalové skupiny Sabaton z alba The Last Stand, 2016
- Píseň „300“ od metalové skupiny Dymytry z alba Revolter, 2019